# Перек, Лубош
Лубош Пе́рек (чеш. Luboš Perek, 26 июля 1919 — 17 сентября 2020) — чешский астроном.

## Биография
Родился в Праге, в 1946 окончил Карлов университет в Праге. В 1946—1956 работал в университете Брно, в 1956—1974 — в Астрономическом институте Чехословацкой АН в Праге (в 1956—1967 — заведующий отделом звездной астрономии, в 1968—1974 — директор). В 1975—1980 возглавлял Отдел по делам космического пространства при секретариате ООН. С 1980 — сотрудник Астрономического института Чехословацкой АН. Член-корреспондент Чехословацкой АН (1965).
Основные труды в области звездной динамики и изучения планетарных туманностей. Разработал модели распределения масс звезд и газа в Галактике, исследовал движения звезд в Галактике. Вместе с Л. Когоутеком составил каталог и атлас планетарных туманностей (1967). Ряд работ посвящён проблемам изучения и освоения космического пространства.
Член Международной академии астронавтики (1978), Международного института по космическому праву, Германской академии естествоиспытателей «Леопольдина», генеральный секретарь Международного астрономического союза (1967—1970), вице-президент Международного совета научных союзов (1968—1970), президент Международной астронавтической федерации (1980—1981).
В его честь назван астероид (2900) Лубош Перек.